# Integrase
Uma integrase retroviral (IN), frequentemente designada por integrase, é uma enzima produzida por um retrovírus (como o VIH) que integra (formando ligações covalentes) a sua informação genética na da célula que infecta.Os IN retrovirais não devem ser confundidos com as fago integrases (recombinases) utilizadas em biotecnologia, como a fago λ integrase utilizada em recombinação específica de sítio. Por outro lado, os retrotransposões com LTR contêm uma polimerase com diversas atividades, incluindo a integrase.
O complexo macromolecular de uma macromolécula de IN ligada às extremidades do ADN viral foi designado por intassoma; O IN é um componente chave deste complexo e do complexo de pré-integração retroviral.

## Estrutura
Todas as proteínas IN retrovirais contêm três domínios canónicos, ligados por ligantes flexíveis:
- um domínio de ligação HH-CC N-terminal Zn (um feixe de três hélices estabilizado pela coordenação de um catão Zn(II)),
- um domínio catalítico central (dobra RNaseH),
- um domínio de ligação ao ADN C-terminal (dobra SH3).

Foram obtidas as estruturas cristalinas e de RMN de cada domínio em separado e de construções de dois domínios das integrases de VIH-1, VIH-2, vírus da imunodeficiência símia e vírus do sarcoma de Rous, tendo a primeira destas estruturas sido determinada em 1994. Dados bioquímicos e estruturais sugerem que o IN retroviral funciona como um tetrâmero (dímero de dímeros), e os seus três domínios são importantes para a multimerização e ligação ao ADN viral.Além disso, várias proteínas celulares do hospedeiro interagem com o IN para facilitar o processo de integração: por exemplo, o fator hospedeiro da proteína associada à cromatina humana LEDGF, liga-se fortemente à integrase do VIH e direciona o complexo de pré-integração do VIH para genes altamente expressos para integração.
O Vírus espumoso humano (HFV), um agente inofensivo para o ser humano, tem uma integrase semelhante à do VIH e, por isso, serve de modelo para a função do VIH IN; Foi determinada uma estrutura cristalina da integrase HFV montada nas extremidades do ADN viral. 